# Spinogoephanes
Spinogoephanes es un género de escarabajos longicornios de la tribu Acanthocinini.

## Especies
- Spinogoephanes pauliani Breuning, 1976
- Spinogoephanes vieui  Breuning, 1964